# Allegiance (album)
Allegiance är ett album av Firewind, utgivet 2006

## Låtlista
1. "Allegiance" - 4:41
2. "Insanity" - 4:29
3. "Falling to Pieces" - 4:03
4. "Ready to Strike" - 4:35
5. "Breaking the Silence" - 4:03
6. "Deliverance" - 6:07
7. "Till the End of Time" - 4:36
8. "Dreamchaser" - 4:07
9. "Before the Storm" - 3:42
10. "The Essence" - 4:19
11. "Where Do We Go from Here?" - 3:57